# 90s Request Top 100 2010
Dit is de 90s Request Top 100 van 2010. Deze lijst werd uitgezonden op vrijdag 1 oktober 2010.

## Top 100
| Positie | Artiest                       | Titel                         |
| ------- | ----------------------------- | ----------------------------- |
| 1       | Nirvana                       | Smells Like Teen Spirit       |
| 2       | Pearl Jam                     | Black                         |
| 3       | U2                            | One                           |
| 4       | Charly Lownoise & Mental Theo | Wonderful Days                |
| 5       | Anouk                         | Nobody's Wife                 |
| 6       | Rage Against the Machine      | Killing in the Name           |
| 7       | The Verve                     | Bittersweet Symphony          |
| 8       | AC/DC                         | Thunderstruck                 |
| 9       | Red Hot Chili Peppers         | Under the Bridge              |
| 10      | Blur                          | Song 2                        |
| 11      | Guns N' Roses                 | November Rain                 |
| 12      | Metallica                     | Nothing Else Matters          |
| 13      | Oasis                         | Wonderwall                    |
| 14      | Alanis Morissette             | Ironic                        |
| 15      | 2 Unlimited                   | No Limit                      |
| 16      | Green Day                     | Basket Case                   |
| 17      | Radiohead                     | Creep                         |
| 18      | Acda en De Munnik             | Het regent zonnestralen       |
| 19      | Beastie Boys                  | Sabotage                      |
| 20      | K's Choice                    | Not An Addict                 |
| 21      | Pearl Jam                     | Alive                         |
| 22      | The Cranberries               | Zombie                        |
| 23      | DJ Paul Elstak                | Rainbow In The Sky            |
| 24      | Air                           | All I Need                    |
| 25      | Live                          | Lightning Crashes             |
| 26      | Faithless                     | Insomnia                      |
| 27      | Foo Fighters                  | Learn To Fly                  |
| 28      | Spice Girls                   | Wannabee                      |
| 29      | The Prodigy                   | Smack My Bitch Up             |
| 30      | Goo Goo Dolls                 | Iris                          |
| 31      | Soundgarden                   | Black Hole Sun                |
| 32      | Backstreet Boys               | Everybody (Backstreet's Back) |
| 33      | The Offspring                 | Self Esteem                   |
| 34      | Bush                          | Glycerine                     |
| 35      | R.E.M.                        | Losing My Religion            |
| 36      | Queen                         | Innuendo                      |
| 37      | Underworld                    | Born Slippy                   |
| 38      | Pearl Jam                     | Jeremy                        |
| 39      | Coolio                        | Gangsta's Paradise            |
| 40      | Van Dik Hout                  | Stil in mij                   |
| 41      | Party Animals                 | Have You Ever Been Mellow     |
| 42      | Alice in Chains               | Would?                        |
| 43      | Massive Attack                | Unfinished Sympathy           |
| 44      | Red Hot Chili Peppers         | Scar Tissue                   |
| 45      | Depeche Mode                  | Enjoy the Silence             |
| 46      | 2 Brothers on the 4th Floor   | Never Alone                   |
| 47      | Bruce Springsteen             | Streets of Philadelphia       |
| 48      | The Chemical Brothers         | Hey Boy Hey Girl              |
| 49      | Jamiroquai                    | Virtual insanity              |
| 50      | 4 Non Blondes                 | What's Up?                    |
| 51      | Beck                          | Loser                         |
| 52      | No Doubt                      | Don't Speak                   |
| 53      | Daft Punk                     | Around the world              |
| 54      | Liquido                       | Narcotic                      |
| 55      | Bryan Adams                   | Summer of '69                 |
| 56      | Weezer                        | Buddy Holly                   |
| 57      | Robbie Williams               | Angels                        |
| 58      | Dune                          | Hardcore Vibes                |
| 59      | Aerosmith                     | I Don't Want To Miss A Thing  |
| 60      | Counting Crows                | Mr. Jones                     |
| 61      | Guano Apes                    | Open Your Eyes                |
| 62      | Guus Meeuwis                  | Het is een nacht (Levensecht) |
| 63      | Rammstein                     | Engel                         |
| 64      | Blind Melon                   | No Rain                       |
| 65      | Captain Jack                  | Captain Jack                  |
| 66      | Natalie Imbruglia             | Torn                          |
| 67      | Blink 182                     | What's My Age Again?          |
| 68      | The Bloodhound Gang           | Fire Water Burn               |
| 69      | BLØF                          | Liefs uit Londen              |
| 70      | Limp Bizkit                   | Nookie                        |
| 71      | 2 Pac                         | Changes                       |
| 72      | Bon Jovi                      | Bed of Roses                  |
| 73      | Ace of Base                   | All That She Wants            |
| 74      | Manic Street Preachers        | Motorcycle Emptiness          |
| 75      | Eiffel 65                     | Blue (Da ba dee)              |
| 76      | The Black Crowes              | Remedy                        |
| 77      | Crash Test Dummies            | MMM MMM MMM MMM               |
| 78      | Smashing Pumpkins             | Disarm                        |
| 79      | Faithless                     | God Is a DJ                   |
| 80      | Madonna                       | Frozen                        |
| 81      | Skik                          | Op fietse                     |
| 82      | Adamski                       | Killer                        |
| 83      | Skunk Anansie                 | Weak                          |
| 84      | Michael Jackson               | Black or White                |
| 85      | The Cardigans                 | My Favorite Game              |
| 86      | Seal                          | Kiss From a Rose              |
| 87      | Snap!                         | Rhythm of a Dancer            |
| 88      | Babylon Zoo                   | Spaceman                      |
| 89      | Kane                          | Damn Those Eyes               |
| 90      | Sinéad O'Connor               | Nothing Compares 2 U          |
| 91      | Blackstreet/Dr. Dre           | No diggity                    |
| 92      | Fugees                        | Killing Me Softly             |
| 93      | Lenny Kravitz                 | Are You Gonna Go My Way       |
| 94      | Jewel                         | Foolish Games                 |
| 95      | Eminem                        | My Name Is                    |
| 96      | Eels                          | Novocaine for the Soul        |
| 97      | Fatboy Slim                   | Praise you                    |
| 98      | Ilse DeLange                  | I'm not so tough              |
| 99      | Britney Spears                | Baby One More Time            |
| 100     | Live                          | I Alone                       |

2004 · 2005 · 2006 · 2007 · 2008 · 2009 · 2010 · 2011 · 2012 · 2013 · 2014